# 임현정
임현정(1986년 10월 26일~)은 한국 출신의 피아노 연주가로 한국인 처음으로 빌보드 클래식과 아이튠즈 차트에서 1위를 기록하였다.
임현정은 1986년 경기도 안양에서 태어나 3살부터 피아노를 시작했고, 만안초등학교를 다니고 근명중학교 재학 중, 1학년 때 홀로 프랑스 유학길에 올랐다. 프랑스의 콤피엔느 음악원에 입학하여 5개월 만에 1등으로 졸업하고, 이후 루앙 국립음악원을 3년 만에 조기졸업했으며, 파리 국립음악원에 최연소로 입학하여, 4년 과정을 3년 만에 마치고 최연소이자 최우수 성적으로 졸업했다.
2009년 스위스  바젤에서 열린 쇼팽과 라흐마니노프의 연습곡 전곡 연주회에서 앙코르곡으로 택한 《왕벌의 비행》을 부모님께 보여드리기 위해 유튜브에 올렸다가 화제가 되면서 '유튜브 스타'가 됐다.  EMI를 통해 발매된 임현정의 베토벤 소나타 전곡은 뉴욕 타임스, BBC 뮤직, 텔레그래프에서 호평받았다.  한국인 연주자 중 처음으로 빌보드 클래식 차트에서 1위를 기록했다.

## 음반
- 베토벤 : 피아노 소나타 전곡집(8CD), Warner Classics, 2012
- 라벨, 스트리아빈 피아노 작품집, Warner Classics, 2014